# فرد فينش
فرد فينش (بالإنجليزية: Fred Finch)‏ هو سياسي أسترالي، ولد في 16 يونيو 1945، وتوفي في 12 نوفمبر 2018. انتخب عضو الجمعية التشريعية للإقليم الشمالي ‏.